# 裾野市立鈴木図書館
裾野市立鈴木図書館（すそのしりつすずきとしょかん）は、静岡県裾野市にある公立図書館である。

## 歴史

### 年表
- 1968年（昭和43年）7月15日 - 財団法人裾野町鈴木育英図書館が開館する。
- 1990年（平成2年）12月  - 財団法人裾野市鈴木育英図書館が解散。財団法人は蔵書と建物を裾野市に寄付。
- 1991年（平成3年）4月1日  - 財団法人から蔵書と建物を引き継いだ裾野市立鈴木図書館が開館。
- 1994年（平成6年）7月20日  - 裾野市佐野から平松に移転。
- 2017年（平成29年） - 裾野市立鈴木図書館条例施行規則が改正される。

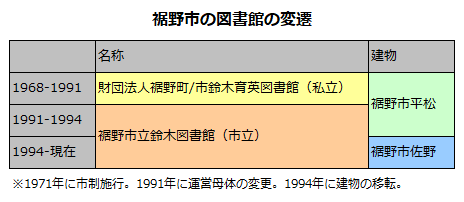
裾野市の図書館の変遷

### 前身

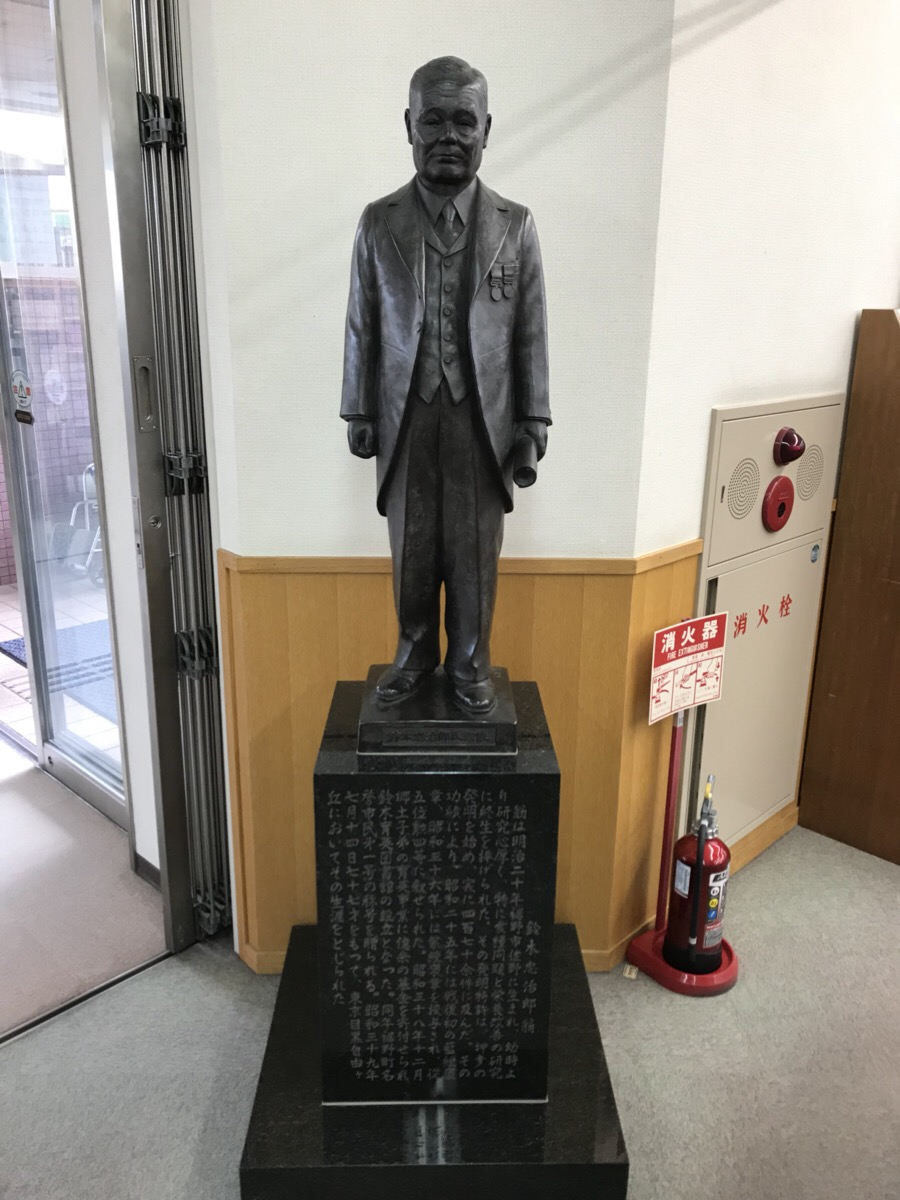
図書館内にある鈴木忠治郎の銅像

#### 財団法人裾野町鈴木育英図書館時代 (1968-1991)
1963年（昭和38年）、駿東郡小泉村（現・裾野市佐野）出身の実業家である鈴木忠治郎（裾野市名誉市民）により、約1億円（2001年時点の価値で約10億円）の育英資金が寄付される。地元の町民による図書館設立の希望に応えるため、その寄付金を元にして、1967年（昭和42年）に佐野に土地・建物を取得し、財団法人裾野町鈴木育英図書館が設立され、1968年（昭和43年）7月15日に裾野町佐野741番地の1に開館した。開館式には約50人が参加。町民・婦人会・出版社の寄付協力を得て、設立当初には約6,000冊の蔵書を有していた。鈴木忠治郎の娘である鈴木芳子が館長に就任し、1991年の閉館までずっと館長を務めた。
鈴木育英図書館は館内に和室を有しており、俳句・短歌・茶道・美術教室・古文書会など市民サークル活動の拠点としての役割を果たした。1990年（平成2年）10月に静岡市民文化会館で開催された第76回全国図書館大会では、館長の鈴木芳子が功労者表彰を受けた。同年12月10日、財団法人の解散に伴って、裾野市に対して建物や蔵書の寄付の申し込みがなされた。1990年12月時点の蔵書数は約56,000冊だった。静岡県内の21市で市立図書館を持たないのは裾野市のみだった。

### 裾野市立鈴木図書館 (1991-1994)
財団法人裾野市鈴木育英図書館の建物や蔵書を引き継ぎ、1991年（平成3年）4月1日に裾野市立鈴木図書館が開館した。その際、鈴木忠治郎の功績を重んじ、図書館名に鈴木の名前を残している。また、財団法人時代に館長だった鈴木芳子が館長に留任した。なお、鈴木芳子は館長退任後に裾野市立鈴木図書館の名誉館長となっている。

### 裾野市立鈴木図書館 (1994-)
1994年（平成6年）7月20日、裾野市平松に裾野市立鈴木図書館の新館が開館した。旧館の蔵書は約5万冊であり、新規に購入した約1万冊を加えた約6万冊を所蔵していた。中高生が対象のヤングアダルトコーナーや、親子連れが対象のお話の部屋などが新たに設けられた。同年8月の利用者数は7,556人であり、貸出数は21,166冊だった。旧館時代の前年同月と比較すると、利用者数は4.2倍に、貸出数は4.8倍になった。新館は東西公民館との併合施設であり、公民館の利用者が気軽に来られることも利用者が増加した要因である。
運営方針として、市民の生涯学習の拠点をめざし、個人の知識と教養を高める各種講座の開催・推進に務めている。2004年度（平成16年度）より、「図書館だより」「図書館ホームページ」での最新情報の提供、インターネットを利用した蔵書検索システムの導入などIT化にも取り組んでいる。また、裾野市子ども読書活動推進計画と連携し、子どもの読書の関心を促すため、児童書の選定・収集・子どもの調べ学習のための資料を集めた「ふくろうコーナー」の整備、赤ちゃんが絵本と出会う機会と読み聞かせの大切さを伝える「ファーストブック」の活動、おはなし会やテーマ別児童書展・行事等を進めている。

## 施設の内容
- 地下:閉架図書
- 1階：一般開架、児童開架、おはなしのへや、ブックボックス、書庫、整理作業室、印刷作業室、朗読室、学習閲覧室[12]
- 2階：参考図書館、視聴覚室、展示室、郷土資料室、研修室、編集録音室、準備室、救護室[12]
- 3階：東西公民館として利用されている[13]。

## 図書館分室

### 市民文化センター図書館
- 静岡県裾野市石脇586番地にある裾野市民文化センターに併設された図書館である[1]。

### 裾野市富岡コミュニティセンター図書館
- 静岡県裾野市御宿680番地の１に設置された分室である[1]。

### 裾野市深良コミュニティセンター図書館
- 静岡県裾野市深良657番地に設置された分室である[1]。

### 裾野市須山コミュニティセンター図書館
- 静岡県裾野市須山1593番地の12に設置された分室である[1]。

## 利用案内
裾野市立鈴木図書館と市民文化センター図書館の利用は下記の通りである。
- 休館日
  - 毎週月曜日（月曜日が祝日、振替休日の場合は開館し、火曜日を休館日とする）[14]
  - 年末年始
  - 館内整理日
  - 特別整理期間
- 開館時間[14]
  - 裾野市立鈴木図書館のみ木、金曜日　9時00分-19時00分
  - それ以外の日　9時00分-17時00分
- 貸出冊数・期間
  - 書籍　1人10冊、2週間
  - 視聴覚資料　1人2点以内　1週間[14]